# Idaea rufaria
Idaea rufaria är en fjärilsart som beskrevs av Jacob Hübner 1798. Idaea rufaria ingår i släktet Idaea och familjen mätare. Inga underarter finns listade i Catalogue of Life.